# Kassieck
Kassieck è una frazione (Ortsteil) del comune tedesco di Gardelegen, situato nel circondario di Altmark Salzwedel, nel land della Sassonia-Anhalt.
Fino al 31 dicembre 2010 era un comune autonomo.